# Simfonična pesnitev
Simfonična pesnitev je enostavčna skladba za orkester in je programska glasba, kar nakazuje z naslovom, s književno, likovno ali zgodovinsko predlogo. Skladatelji jih včasih pospremijo s komentarjem . 
Ta glasbena oblika se je razvila v 19. stoletju, v obdobju romantike, kot posledica teženj po združitvi vseh vrst umetnosti in njena značilnost je, da ni podrejena formalnim kompozicijskim vzorcem. Nekatera dela te vrste sicer spominjajo na svobodno sonatno obliko ali rondo, vendar je pri simfonični pesnitvi ključno sredstvo in namen - ustvarjanje razpoloženja, glasbena simbolika, uporaba leitmotiva. 

## Zgodovina
Prve simfonične skladbe s programskimi naslovi je skomponiral Hector Berlioz. To so bile (programske) simfonije z imeni Fantastična simfonija, Harold v Italiji in Romeo in Julija. Oblikovno so še sledile tradicionalnim pravilom komponiranja (večstavčne) simfonije, vendar pa se v njih že pojavlja princip ene glasbene misli, ki je nosilec dramskega zapleta in simbolizira situacijo ali osebnost.
Končno obliko in ime je simfonična pesnitev dobila s skladateljem Franzom Lisztom, ki je svojih dvanajst programskih simfoničnih del komponiral v enem stavku in so zasnovana na besedilih velikih pesnikov (Victor Hugo, Byron, Shakespeare, Goethe itd.).
Kmalu je oblika simfonične pesnitve postala popularna in je doživela razmah v vseh evropskih državah. V Franciji Camille Saint-Saëns (Danse Macabre), na Češkem Bedřich Smetana (ciklus Moja domovina in v njem najbolj znana Vltava), na Finskem Jean Sibelius (Finlandia), v Rusiji Modest Musorgski (Noč na golem brdu), če naštejemo samo nekatere najbolj slavne skladatelje in njihova najbolj slavna dela.
Najpomembnejši skladatelj te glasbene oblike je Richard Strauss, ki je s svojimi devetimi simfoničnimi pesnitvami prispeval svetovni glasbeni literaturi izvirno in virtuozno orkestracijo, z njo pa dosegel zvočne efekte, ki jih ostali ustvarjalci do tedaj še niso slutili: Junakovo življenje, Tako je govoril Zaratustra (podlaga za film Odiseja 2001), Alpska simfonija, Don Juan, Till Eulenspiegel, Sinfonia domestica, Smrt in poveličanje, Don Kihot...